# Flughafen Jorhat

i8
i11
i13
Der ca. 95 m hoch gelegene Flughafen Jorhat (englisch Jorhat Airport oder Rowriah Airport, IATA-Code: JRH, ICAO-Code: VEJT) ist ein zivil genutzter Flughafen ca. 5 km südwestlich der Großstadt Jorhat im Bundesstaat Assam in Nordostindien.

## Geschichte
Eine von der britischen Kolonialmacht gebaute und militärisch genutzte Piste entstand im Jahr 1938. Der zivile Jorhat Airport wurde in den 1950er Jahren eingeweiht. In den darauf folgenden Jahren wurde der Flugplatz vergrößert und mit einer Start-/Landebahn aus Beton oder Asphalt versehen.

## Verbindungen
Eine indische Fluggesellschaft betreibt einmal tägliche Linienflüge nach Kalkutta und Guwahati.

## Zwischenfälle
- Am 12. März 1959 wurde eine Douglas DC-3/C-47A-10-DK der Indian Airlines (Luftfahrzeugkennzeichen VT-CYH) im extremen Tiefflug bei schlechtem Wetter nahe Tobu in Bäume der Naga Hills geflogen. Die Maschine war zum Abwurf von Versorgungsgütern vom Flughafen Jorhat gestartet. Bei diesem CFIT (Controlled flight into terrain) wurden von den 7 Insassen 5 getötet, alle 3 Besatzungsmitglieder und 2 Passagiere.[4]

- Am 5. November 1977 wurde eine Tupolew Tu-124K der Indischen Luftstreitkräfte (IAF V643) im Anflug auf den Flughafen Jorhat in den Boden geflogen. Die Maschine hatte auch den indischen Premierminister Morarji Desai an Bord. Der erste Landeanflug wurde abgebrochen, weil das Flugzeug nicht korrekt auf die Landebahn ausgerichtet war. Beim zweiten Landeversuch wurde das Flugzeug zu tief angeflogen und berührte Bäume. Es stürzte daraufhin in einem Reisfeld ab. Von den zwanzig Insassen kamen 5 ums Leben.[5]

## Sonstiges
- Betreiber des Flughafens ist die Airports Authority of India.
- Die mit ILS ausgestattete Start- und Landebahn hat eine Länge von 2743 m.